# Karl Trunzer
Karl Trunzer (* 11. April 1856 in Neckarburken; † 30. September 1927 in Buchen) war ein im Odenwald tätiger deutscher Lehrer. Auf seine Planungen und Verhandlungen geht die Bahnstrecke Mosbach–Mudau zurück, außerdem begründete er das Bezirksmuseum Buchen und die bis heute erscheinende heimatkundliche Schriftenreihe Zwischen Neckar und Main.

## Leben

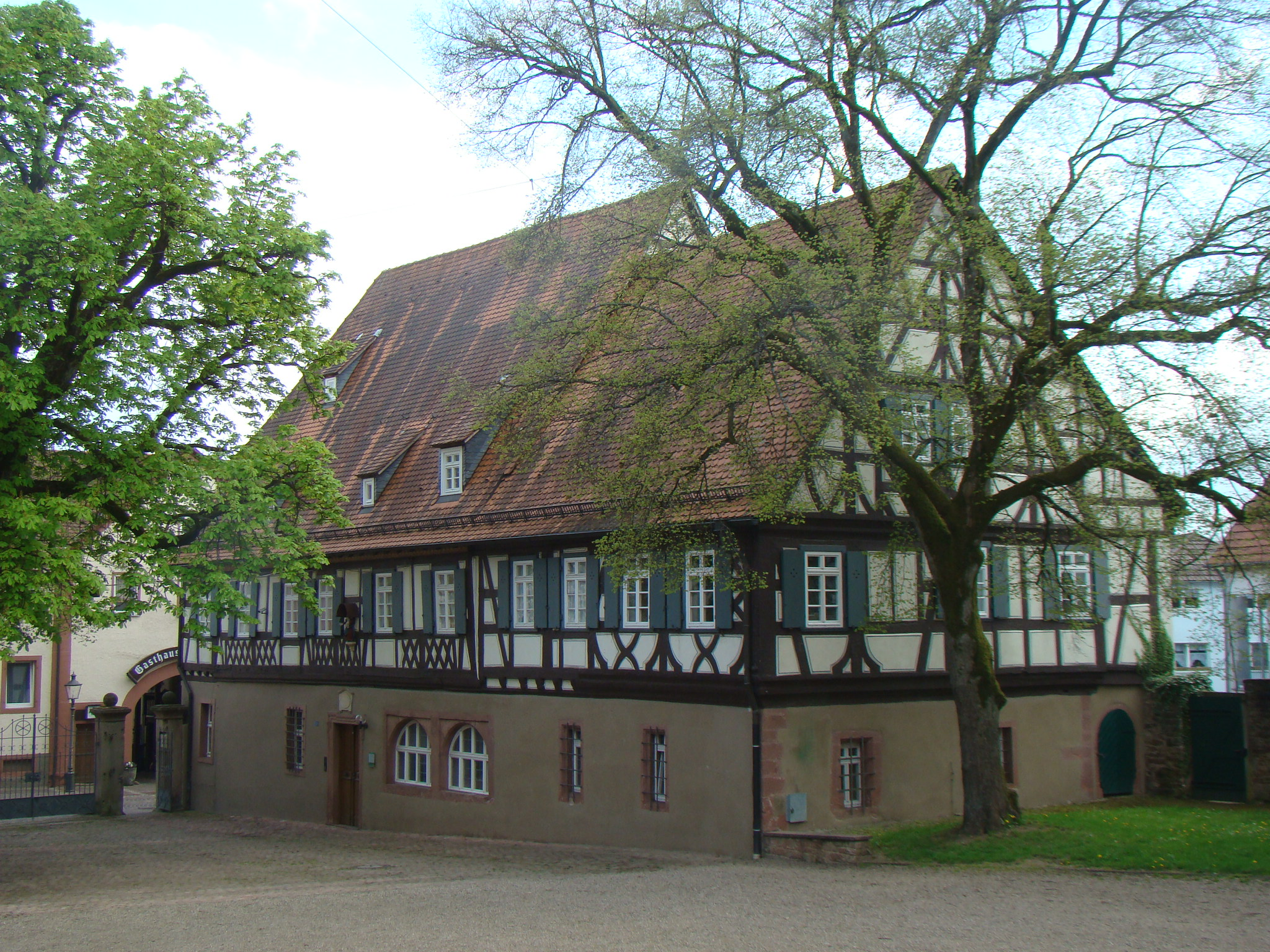
Trunzers Wohnsitz in Buchen, das Alte Spital, ist heute als Trunzerhaus Teil des von ihm begründeten Bezirksmuseums

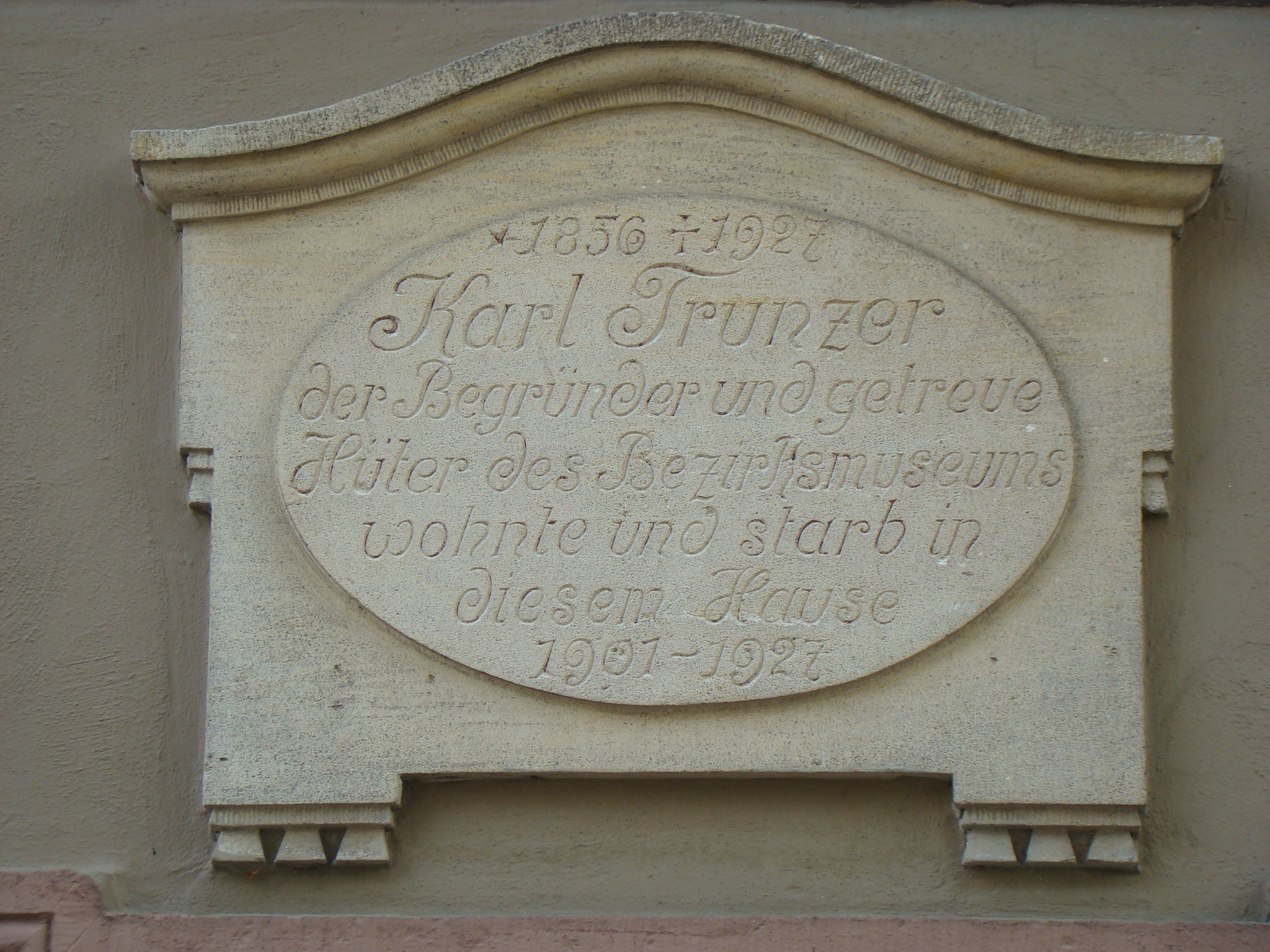
Gedenktafel am Trunzerhaus

Nach seiner Schulzeit war Trunzer 1873/74 auf Wanderungen durch die Schweiz. Auch später sollte er ein großer Wanderer bleiben, der zu Fuß weite Teile des Odenwaldes erkundete. Nach dem Besuch des Lehrerseminars in Ettlingen war er Unterlehrer in Schollbrunn, Aglasterhausen und Eberbach. Dort heiratete er 1880 Stefanie Bonath, mit der er neun Kinder hatte. 1883 war er Hauptlehrer in Höpfingen und gründete den Odenwald-Sängergau, dem er mehrere Jahre vorstand. Später war er Hauptlehrer in Limbach, von wo aus er Pläne für die Bahnstrecke Mosbach–Mudau ausarbeitete und dem dazu gegründeten Eisenbahn-Komitee von 1897 bis 1899 vorstand. Für das Bahnprojekt, das aufgrund des großen persönlichen Einsatzes Trunzers schließlich gebaut wurde, hat er sein gesamtes Vermögen aufgebraucht. 1899 wurde er befördert und nach Buchen versetzt, wo er 1911 mit einer von ihm gesammelten Masse an Volkskunst das Bezirksmuseum Buchen gründete und ab 1920 die Schriftenreihe Zwischen Neckar und Main herausgab. 1921 wurde er zum Bezirkspfleger der Kunst- und Altertumsdenkmäler im Amtsbezirk Buchen ernannt. Zu seinem 70. Geburtstag wurde er 1926 von zahlreichen Gratulanten geehrt.
Seinen Wohnsitz in Buchen hatte Trunzer im Alten Spital, das inzwischen als Trunzerhaus Teil des Bezirksmuseums ist. In Buchen sind heute außerdem die Karl-Trunzer-Schule und die Karl-Trunzer-Straße nach ihm benannt.